# یحیی کرمانی
یحیی احمدی کرمانی از سیاستمداران ایرانی بود، که در دوره نخست و دوره سوم بعنوان نماینده کرمان در مجلس شورای ملی حضور داشت.

## زندگی
یحیی کرمانی (زاده ٨ تیرماه ١٢۴٩ کرمان) از شاگردان ناظم‌الاسلام کرمانی بود. دروس ابتدایی را از برادرش شیخ جعفر آموخت و دروس ادبی و ریاضی را از ناظم‌الاسلام فرا گرفت. 
شیخ یحیی در سال ١٢٩۶ خورشیدی به ریاست معارف (آموزش‌وپرورش) و اوقاف کرمان منصوب گردید. بیشتر مدارس اولیه کرمان به سبک نوین، در زمان ریاست او تأسیس شد.

## آثار
- تاریخ هفت هزار سال از ظهور آدم ابوالبشر تا سنه ١٣٢٧ هجری قمری[۳]

‌*تاریخ کرمان
- تاریخ یحیی[۴]
- فرماندهان کرمان

## وفات
شیخ یحیی کرمانی در سفرش به عتبات، به بیماری مالاریا مبتلا و پس از رسیدن به شهر بافت در سال ١٣٠٠ هجری خورشیدی درگذشت و همان ‌جا به خاک سپرده شد. 